# Attleboro
Estação de comboio em Attleboro
Localização de Massachusetts nos E.U.A.
Attleboro é uma cidade localizada no condado de Bristol no estado estadounidense de Massachusetts. . A cidade foi fundada em 1693, e incorporada em 1914. No Censo de 2010 tinha uma população de 43.593 habitantes e uma densidade populacional de 605,31 pessoas por km².

## Geografia
Attleboro encontra-se localizada nas coordenadas 41° 55′ 54″ N, 71° 17′ 40″ O. Segundo o Departamento do Censo dos Estados Unidos, Attleboro tem uma superfície total de 72.02 km², da qual 69.43 km² correspondem a terra firme e (3.59%) 2.58 km² é água.

## Demografia
Segundo o censo de 2010, tinha 43.593 pessoas residindo em Attleboro. A densidade de população era de 605,31 hab./km². Dos 43.593 habitantes, Attleboro estava composto por 87.11% brancos, 2.98% eram afroamericanos, 0.22% eram amerindios, 4.54% eram asiáticos, 0.09% eram insulares do Pacífico, 2.83% eram de outras raças e 2.23% pertenciam a dois ou mais raças. Do total da população 6.34% eram hispanos ou latinos de qualquer raça.